# Bergeria
Bergeria é um gênero de traça pertencente à família Arctiidae.